# Mesosa obscuricornis
Mesosa obscuricornis es una especie de escarabajo longicornio del género Mesosa, categorizada en la tribu Mesosini, de la subfamilia Lamiinae. Fue descrita por Pic en 1894.

## Descripción
Mide 10-14 mm de longitud.

## Distribución
Se distribuye por Azerbaiyán, Irán y Turquía.